# Siding Spring Observatoriet
Siding Spring Observatoriet er beliggende tæt ved Coonabarabran i New South Wales, Australien. Observatoriet blev påbegyndt i 1924, og er en del af the Research School of Astronomy & Astrophysics (RSAA) under the Australian National University. Det inkluderer flere teleskoper herunder the Anglo-Australian Telescope. Det er placeret 1165 moh. i nationalparken Warrumbungle National Park på bjergtoppen Woorat, også kendt som Siding Spring.
Observatoriets beliggenhed med mange mørke og skyfrie nætter gør det ideelt til astronomiske observationer. Derfor drives det i samarbejde med både Storbritannien og Australien i fællesskab, og med teleskoper opstillet fra yderlige andre lande f.eks. USA, Japan, Sydkorea og Sverige.
Observatoriet deltager i projektet i at opdage jordkrydsende objekter.

## Teleskoper
Der er installeret mere end 50 teleskoper på Siding Spring, omend ikke alle er funktionsdygtige. Et udvalg af dem der er i drift er listet herunder:
- Anglo-Australian Telescope: 3,9 m ækvatorialt monteret teleskop.
- Faulkes Telescope South: 2 m Ritchey-Chrétien-teleskop.
- Siding Spring 2,3 m teleskop (Advanced Technology Telescope): alt-az ophæng.
- SkyMapper: et fuldautomatisk 1,35 m vidvinkel teleskop.
- Uppsala Southern Schmidt-teleskop: 0,5 m
- Automated Patrol Telescope: Stort synsfeldts CCD teleskop

## Eksterne links
- Wikimedia Commons har flere filer relateret til Siding Spring Observatoriet
- SSOs officielle hjemmeside
- Research School of Astronomy & Astrophysics Arkiveret 15. september 2017 hos  Wayback Machine

31°16′24″S 149°03′52″Ø / 31.27333°S 149.06444°Ø
| Astronomi | Spire Denne artikel om astronomi er en spire som bør udbygges. Du er velkommen til at hjælpe Wikipedia ved at udvide den. |